# Chiya
Chiya，香港女性插畫家。
家中養有兩隻貓。同人組LAPUS的成員之一

## 出版作品

### 繪本
- 《種彩虹的女孩們》（2010年9月；天聞動漫；與作者＋空＋[2]合作作品；ISBN 978-7-53563891-5）
- 《童話之森》（2011年10月；漫友文化；短篇繪本集[3]；ISBN 978-7-53624720-8）
  - 《水色紙飛機》（2009年；於《漫友·漫画100》209期刊登）
  - 《十二王子》（2009年；於《漫友·漫画100》216期刊登）
  - 《美女與野獸變奏曲》（2010年）
  - 《穿靴子的貓》（2011年於《虹色》4 夏音號刊登）
- 《魔法衣櫥》專欄（2010年—；漫友不定期刊載）
- 《海兒子和旱公主》（2011年於《約繪》Vol.8刊登，未集冊）
- 《種彩虹的女孩們》（二版[4]）（2011年12月20日；天聞角川；與作者＋空＋合作作品；ISBN同舊版）
- 《童話之森》（台灣中文版[5]）（2013年2月；台灣角川；ISBN 9789863251309）

### 漫畫
- 許多魚番外篇《PM6：55南面天空》（2010年12月）

### 插畫
- 夜青teen使—《我才不要回家》（2009年11月29日；青桐社；作者：君比；ISBN 978-988-185-043-0）
- 《新絕代雙驕Online》[6]（宇峻奧汀）
- 夜青teen使2—《就當我從未存在》（2010年2月24日；青桐社；作者：君比；ISBN 978-988-185-048-5）
- 《讀不出的盼望（讀寫障礙孩子的成長印記）》（2010年4月24日；青桐社；作者：君比）
- 《鳳神醫》系列（2010年—；台灣角川；作者：華澪）
- 《萌谷帝國Online》（宇峻奧汀）
- 《新蕾STORY100》[7]（漫友文化）
- 《尋找幸福的，1/2》（2011年；春天出版社；作者：星子）
- 《乘风鸟之歌》（2011年；天使文化；作者：花舞陌軒）
- 《仙女豇豆紅》〈上〉〈下〉（2012年；台灣角川；作者：影照）
- 《寄養天使：藍暈月光石 》（2013年5月；台灣角川；作者：華澪）
- 《十王一妃 1 》（2014年7月；台灣角川；作者：張廉）
- 《十王一妃 2 》（2014年8月；台灣角川；作者：張廉）
- 《十王一妃 3 》（2014年9月；台灣角川；作者：張廉）
- 《十王一妃 4 》（2014年10月；台灣角川；作者：張廉）
- 《十王一妃 5 》（2015年2月；台灣角川；作者：張廉）

### 畫集
- 《薄荷》（2011年9月20日；天聞角川）[8]ISBN 9787535647559
- 《彩》（2012年2月1日；台灣角川）[9]ISBN 9789862875667

### 其他
個人同人作品
- 《A LONG TIME AGO...》（2006年，CWHK 22）
- 《SODA》（2008年）
- 《LEUKA ANTIQUES》（2009年）
- 《廟會》（2010年）

其他同人作品
- 《LAPUS 試刊號》—《LIVES》
- 《LAPUS Vol.1》—《Big Little Rabbit Candy》
- 《LAPUS Vol.2》—《鬼守紀行》

商業合輯
- 《CG骑士团》1—教程一篇

## 注解
1. ↑  *Chiya In The Wonderland* （页面存档备份，存于）自我簡介
2. ↑  金龍賞最佳腳本作者
3. ↑  收錄水色紙飛機、十二王子、美女與野獸變奏曲、穿靴子的貓以及水色紙飛機番外篇
4. ↑  .   [2011-12-20]. （原始内容存档于2016-03-04）.
5. ↑  .   [2013-01-30]. （原始内容存档于2016-03-04）.
6. ↑  宣傳用插圖—天外尋櫻、風起雲湧、聖獸之歌、危城之戰
7. ↑  2011年2月號封面
8. ↑  .   [2013-01-30]. （原始内容存档于2013-01-17）.
9. ↑  .   [2013-01-30]. （原始内容存档于2019-02-15）.

## 外部連結
- 21CN专访Chiya、呀呀：那些温暖而美好的女孩子
- *Chiya In The Wonderland*（页面存档备份，存于）
- ChiyaKo的微博（页面存档备份，存于）
- Chiya的Facebook專頁